# Janice Lawrence Braxton
Janice Faye Lawrence, po mężu Braxton (ur. 7 czerwca 1962 w Lucedale) – amerykańska koszykarka, występująca na pozycji silnej skrzydłowej, mistrzyni olimpijska, multimedalistka międzynarodowych imprez koszykarskich, po zakończeniu kariery zawodniczej trenerka koszykarska.

## Osiągnięcia
Na podstawie, o ile nie zaznaczono inaczej.

### NCAA/AIAW
- Mistrzyni:
  - NCAA (1982)
  - turnieju AIAW (1981)
- Wicemistrzyni NCAA (1983)
- Uczestniczka rozgrywek:
  - NCAA Final Four (1982–1984)
  - Sweet 16 turnieju NCAA (1981–1984)
- Koszykarka roku NCAA według WBCA (Women's Basketball Coaches Association Player of the Year – 1984)
- MVP turnieju NCAA Final Four (1982)
- Laureatka Wade Trophy (1984)
- Zaliczona do I składu:
  - Kodak All-American (1983, 1984)
  - turnieju:
    - NCAA (1982–1984)
    - regionalnego NCAA (1982–1984)

### Drużynowe
- Mistrzyni:
  - Pucharu Europy Mistrzyń Krajowych (1985–1988)
  - Włoch (1985–1988)
- Wicemistrzyni Pucharu Europy Mistrzyń Krajowych (1989)

### Indywidualne
- Zaliczona do galerii sław:
  - Żeńskiej Koszykówki – Women’s Basketball Hall of Fame  (2006)[4]
  - Sportu stanu Luizjana – Louisiana Sports Hall of Fame (2005)[5]

### Reprezentacja
- Mistrzyni:
  - olimpijska (1984)[6]
  - igrzysk panamerykańskich (1983)
  - Pucharu R. Williama Jonesa (1984)
- Wicemistrzyni świata (1983)